# Ruine Schrotzburg
Die Ruine Schrotzburg, auch Diepoldsburg genannt, ist die Ruine einer Spornburg auf einem 693 m ü. NHN hohen nördlichen Sporn des Schiener Berges bei dem Ortsteil Schienen der Gemeinde Öhningen im Landkreis Konstanz in Baden-Württemberg.

## Geschichte
Um das Jahr 800 hatte ein Graf Scrot, ein Angehöriger des Reichsadels, Besitz in dieser Gegend; von ihm leitet sich der Name der Burg ab.
Im 12. Jahrhundert entstand an der Stelle der ehemaligen Thietpoldsburg, die 914 bereits bestanden haben muss und auf der Bischof Salomo von Konstanz gefangen war, eine neue Festungsanlage, die 1393 als Schrotzenburg erwähnt wird. Besitzer der Burg waren die Freiherren von Klingenberg, die Herren von Schrotzberg und die Herren von Schienen. 1441 wurde die Burg in der Herrschaft der Herren von Schienen vom schwäbischen Städtebund als „Raubnest“ zerstört und das Dorf Schienen niedergebrannt. Von der ehemaligen Burganlage mit einem Bergfried auf einer Grundfläche von 7,5 mal 7,5 Meter und einer Mauerstärke von 1,5 Meter sind noch Mauerreste erhalten.